# Abelardo de Souza
Abelardo Riedy de Souza (Rio de Janeiro, 15 de junho de 1908 — São Paulo, 11 de abril de 1981) foi um arquiteto brasileiro.Formado pela E.N.B.A, no Rio de Janeiro em 1932, pertence à geração que transformou os rumos da moderna arquitetura brasileira. Sua vinda à São Paulo na década de 1940, coincide com a acentuação do crescimento da cidade e sua contribuição somada a de outros pioneiros ajudou a provinciana capital paulistana a ingressar no âmbito do modelo moderno e da metropolização. Dentre suas obras temos o icônico Nações Unidas - Localizado na Avenida Paulista, 620, o edifício Nações Unidas foi projetado por Abelardo Riedy de Souza entre 1952 e 1953, com suas obras iniciadas em 1955 e finalizadas em 1959. Arquitetura da fase modernista, ficou conhecido como uma das primeiras edificações construídas respeitando o conceito de habitação proposta por Le Corbusier. Também na Avenida Paulista o Edifcio Três Marias, um ícone da arquitetura moderna paulistana. Bastante colorido e geométrico, o Edifício Três Marias começou a mudar o perfil da avenida em 1956, quando foi entregue. Permanece até hoje conhecido popularmente como “Rosa e Azul”.

## História

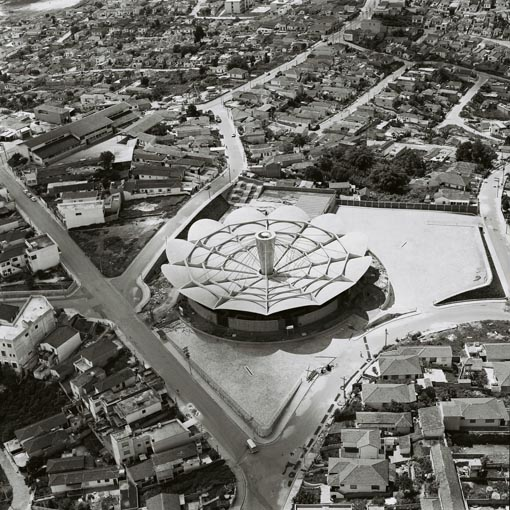
Mercado Municipal de Pirituba, 1971.
Museu da Cidade de São Paulo

Estudou na Escola Nacional de Belas Artes, entre 1927 e 1932, especializando-se em arquitetura. Com Lúcio Costa  como diretor da escola a partir de 1930, Abelardo e outros alunos absorveram as tendências da arquitetura racionalista moderna, influenciados pelas obras de arquitetos como Le Corbusier e Gregório Warchawchik.
Após terminar a EMBA, Abelardo fez o curso de urbanismo na Universidade do Distrito Federal até 1935. Trabalhou no Departamento de Engenharia da prefeitura do Rio de Janeiro, então Distrito Federal, supervisionando a construção de edifícios. Mudou-se para São Paulo em 1939, onde montou escritório. Seu projeto do Edifício Nações Unidas, na Avenida Paulista, marcou a transição de uma via conhecida pelos casarões para um centro financeiro e comercial.
Abelardo foi professor da Faculdade de Arquitetura e Urbanismo da USP de 1948 a 1956 e de 1961 a 1971.  Em 1964 o nome de Abelardo esteve numa lista de professores e alunos da USP acusados de "atividades subversivas"  por uma comissão implantada durante a ditadura militar.

## Obras selecionadas
- 1938 - Edifício Cananéia, Rio de Janeiro
- 1948 - Residência de Oswaldo Young[6]
- 1954 - Edifício Três Marias[7]
- 1954 - Edifício Nações Unidas, São Paulo
- 1960- Conjunto Residencial Jardim Ana Rosa
- 1972 - Mercado Municipal de Pirituba, São Paulo[8]